# Seriphidium scopiforme
Seriphidium scopiforme là một loài thực vật có hoa trong họ Cúc. Loài này được (Ledeb.) Poljakov miêu tả khoa học đầu tiên năm 1961.